# Karate Kiba
Pour les articles homonymes, voir Bodyguard Kiba.
Karate Kiba ou Bodyguard Kiba est un film japonais réalisé par Ryuichi Takamori, sorti en 1973. Une version alternative baptisée The Bodygard est sortie en 1976 pour le marché américain, comprenant quelques minutes de séquences additionnelles tournées par Simon Nuchtern.

## Synopsis
Maître de karaté et membre d'un groupe d'autodéfense anti-drogue, Chiba revient au Japon où il tient une conférence de presse annonçant son intention de démanteler le marché de la drogue dans son pays. Il offre aussi ses services comme garde du corps à quiconque enclin à se présenter et fournir des informations sur les activités des barons de la drogue. Une femme mystérieuse entre bientôt en contact avec lui, déclarant avoir des informations importantes et demandant de la protection de Chiba. Elle semble être sincère, mais est-elle vraiment ce qu'elle semble être ?

## Fiche technique
- Titre : Karate Kiba
- Réalisation : Ryuichi Takamori  (Simon Nuchtern pour les parties additionnelles de la version américaine)
- Scénario : Ikki Kajiwara
- Pays d'origine : Japon
- Format : Couleurs - 2,35:1 - Mono
- Genre : Arts martiaux
- Durée :
- Date de sortie : 1973 / 1976

## Distribution
- Sonny Chiba
- Jirô Chiba
- Etsuko Shihomi